# إعلان حيفا
إعلان حيفا هو مجموعة من المبادئ الأيديولوجية والسياسية المنظمة التي تتحدى الطابع اليهودي لدولة إسرائيل. نشرت الوثيقة من قبل منظمة مدى الكرمل، وهي منظمة غير حكومية مقرها حيفا تعمل على "توليد وتوفير المعلومات والتحليل النقدي ووجهات النظر المتنوعة حول الحياة الاجتماعية والسياسية وتاريخ الفلسطينيين، مع الاهتمام بشكل خاص بالفلسطينيين داخل حدود إسرائيل عام 1948". في الإعلان، يدعون إلى تغيير الأساس الأيديولوجي الذي تأسست عليه إسرائيل باعتبارها الوطن اليهودي. تتضمن الوثيقة إطارًا من عشر نقاط تحدد "الرؤية المستقبلية للعرب الفلسطينيين في إسرائيل" ودستورًا مقترحًا من شأنه إزالة الطابع اليهودي لإسرائيل.
تدعو الوثيقة إسرائيل إلى الاعتراف "بالمسؤولية الإسرائيلية" عن النكبة، وتقدم "رؤيتها لتحقيق حياة كريمة في وطنهم وبناء مجتمع ديمقراطي قائم على العدالة والحرية والمساواة والاحترام المتبادل بين العرب الفلسطينيين واليهود في إسرائيل". وتدعو المجموعة إسرائيل إلى تنفيذ حق العودة الفلسطيني والعمل نحو حل عادل قائم على دولتين.